# Geschichte schreiben
Geschichte schreiben (französisch Faire l'histoire) ist eine Geschichts-Bildungs-Sendung, die seit 2021 auf Arte ausgestrahlt wird. 

## Beschreibung
Die Sendung zielt darauf ab, die Geschichte jeweils mit Blick auf Objekte anzugehen. Jede Episode ist auf ein Objekt ausgerichtet.
Sie wird vom französischen Historiker Patrick Boucheron vorgestellt, der seit 2015 Professor am Collège de France ist. Weitere Historiker sind beteiligt.
Am Ende der Sendung brachte anfangs die Videofilmerin Manon Bril einen unkonventionellen Blick auf das Objekt in Verbindung mit der zeitgenössischen Kultur.

## Episodenliste
| Nr. | Titel                                                              | Experte                     | Deutschsprachige Erstausstrahlung (D) |
| --- | ------------------------------------------------------------------ | --------------------------- | ------------------------------------- |
| 1   | Die Spirale – Geburtenkontrolle, Zwang und Emanzipation            | Bibia Pavard                | 10. April 2021                        |
| 2   | Das Grabtuch von Turin – Eine Reliquie für das 20. Jahrhundert     | Yann Potin                  | 17. April 2021                        |
| 3   | Die Steinaxt – Die Erde urbar machen                               | François Bon                | 24. April 2021                        |
| 4   | Die Büste der Nofretete – Geburt einer Ikone                       | Bénédicte Savoy             | 1. Mai 2021                           |
| 5   | Der Herrenanzug – Uniform der Moderne                              | Manuel Charpy               | 15. Mai 2021                          |
| 6   | Der Pass – Passierscheine und Grenzkontrollen                      | Delphine Diaz               | 15. Mai 2021                          |
| 7   | Liebig-Fleischextrakt – Nahrung wird chemisch                      | Jakob Vogel                 | 22. Mai 2021                          |
| 8   | Der Mantel Rogers II. – Die Sprache der Macht                      | Valérie Theis               | 29. Mai 2021                          |
| 9   | Der Spiegel – Ich sehe mich                                        | Philippe Artières           | 5. Juni 2021                          |
| 10  | Die Lottokugel – Losverfahren in der Politik                       | Claire Judde de Larivière   | 12. Juni 2021                         |
| 11  | Der Sonnenschirm – Sonnenschutz und Strandkultur                   | Elsa Devienne               | 21. August 2021                       |
| 12  | Die Piratenflagge – Freibeuter gegen Nationen                      | Guillaume Calafat           | 28. August 2021                       |
| 13  | Der Reitmantel Napoleons – Symbolkraft einer Silhouette            | Jean-Marc Largeaud          | 4. September 2021                     |
| 14  | Die Barrikade – Widerstand auf der Straße                          | Diane Roussel               | 11. September 2021                    |
| 15  | Die Essstäbchen – Wie werde ich Chinese?                           | Clément Fabre               | 18. September 2021                    |
| 16  | Das Ostrakon – Per Scherbengericht ins Exil                        | Paulin Ismard               | 25. September 2021                    |
| 17  | Der Tropenhelm – Gegen die Ängste des weißen Mannes                | Sylvain Venayre             | 2. Oktober 2021                       |
| 18  | Der Bilderrahmen – Fenster zur Kunst                               | Charlotte Guichard          | 9. Oktober 2021                       |
| 19  | Die Steuererklärung – Ein Formular macht Furore                    | Nicolas Delalande           | 16. Oktober 2021                      |
| 20  | Das Mikrofon – Die Geschichte verschafft sich Gehör                | Emmanuel Laurentin          | 23. Oktober 2021                      |
| 21  | Der Sarg – Die Demokratisierung der Bestattungskultur              | Stéphanie Sauget            | 30. Oktober 2021                      |
| 22  | Die Postkarte – Heldin des Krieges                                 | Clémentine Vidal-Naquet     | 6. November 2021                      |
| 23  | Autochromfotografie – Leben in Farbe                               | Adrien Genoudet             | 13. November 2021                     |
| 24  | Die Amphore – Container der Antike                                 | Sarah Rey                   | 20. November 2021                     |
| 25  | Das Fußballtrikot – Stoff für moderne Helden                       | Fabien Archambault          | 27. November 2021                     |
| 26  | Indienne-Stoffe – Konsum im Zeitalter der Aufklärung               | Noémie Étienne              | 4. Dezember 2021                      |
| 27  | Die Friedenspfeife – Zwischen Konflikt und Versöhnung              | Yann Lignereux              | 11. Dezember 2021                     |
| 28  | Das Chalet – Traum aus Holz                                        | Manuel Charpy               | 8. Januar 2022                        |
| 29  | Die Mumie – Totenpflege im Wandel der Zeit                         | Anne Carol                  | 15. Januar 2022                       |
| 30  | Der Ziegelstein – Baustoff des Römischen Reiches                   | Vincent Jolivet             | 22. Januar 2022                       |
| 31  | Der gelbe Stern – Symbol der Ausgrenzung                           | Claire Zalc                 | 29. Januar 2022                       |
| 32  | Die Konservendose – Konservieren und überleben                     | Stéphanie Soubrier          | 5. Februar 2022                       |
| 33  | Die Dame mit der Haube – Erstes Gesicht der Urgeschichte           | François Bon                | 12. Februar 2022                      |
| 34  | Samizdat – Gegen die Zensur                                        | Alexandre Sumpf             | 19. Februar 2022                      |
| 35  | Batucada-Trommeln – Der Rhythmus eines Volkes                      | Anaïs Fléchet               | 26. Februar 2022                      |
| 36  | Die Hand der Fatima – Schutz vor dem bösen Blick                   | Emmanuelle Tixier du Mesnil | 24. Juni 2022                         |
| 37  | Baba Merzoug – Eine Kanone im Exil                                 | Gillian Weiss               | 12. März 2022                         |
| 38  | Die Tasche – Accessoire der Autonomie                              | Ariane Fennetaux            | 19. März 2022                         |
| 39  | Fossile Energie und Umweltverschmutzung im 19. Jahrhundert         | François Jarrige            | 26. März 2022                         |
| 40  | Die Hand der Justiz – Symbol der Macht                             | Elisabeth Schmit            | 2. April 2022                         |
| 41  | Der Gral – Zwischen Wahrheit und Mythos                            | Zrinka Stahuljak            | 9. April 2022                         |
| 42  | Das Kruzifix – Ein christlicher Talisman?                          | Valérie Theis               | 16. April 2022                        |
| 43  | Die Klagemauer – Entstehung eines heiligen Ortes                   | Vincent Lemire              | 23. April 2022                        |
| 44  | Der Krug von Soissons – Geschichte eines legendären Souvenirs      | Stéphane Gioanni            | 30. April 2022                        |
| 45  | Die Brille – Wissen ist Macht                                      | Claire Angotti              | 7. Mai 2022                           |
| 46  | Hausgötter im alten Rom – Big Brother der Antike?                  | Emmanuelle Rosso            | 14. Mai 2022                          |
| 47  | Die mechanische Ente – Automatenkunst im 18. Jahrhundert           | Mélanie Traversier          | 16. Mai 2022                          |
| 48  | „Die große Welle“ von Hokusai – Vom Holzschnitt zur globalen Ikone | Emmanuel Lozerand           | 28. Mai 2022                          |
| 49  | Die Tyrannenmörder – Ein Denkmal der Demokratie?                   | Vincent Azoulay             | 4. Juni 2022                          |
| 50  | Die Kamelie – Blume der Freiheit                                   | Maud Chirio                 | 17. Juni 2022                         |
| 51  | Das Wahlgeheimnis                                                  | Mathilde Larrère            | 23. September 2022                    |
| 52  | Die Abschaffung der Nacht                                          | Sophie Reculin              | 30. September 2022                    |
| 53  | Oluale Kossola – Erinnerungen eines Sklaven                        | Cécile Vidal                | 7. Oktober 2022                       |
| 54  | Kalaschnikow – Der Siegeszug der AK-47                             | Christian Th. Müller        | 14. Oktober 2022                      |
| 55  | Die Treibhäuser des Kolonialismus                                  | Marine Bellégo              | 21. Oktober 2022                      |
| 56  | Das Palästinensertuch – Mehr als ein Stück Stoff                   | Jean-Pierre Filiu           | 28. Oktober 2022                      |
| 57  | Die Peitsche – Zwischen Sünde und Genuss                           | Elisabeth Lusset            | 4. November 2022                      |
| 58  | Die Erfindung des Frühstücks                                       | Christian Grataloup         | 11. November 2022                     |
| 59  | Homers Epos – Popkultur der Antike                                 | Violaine Sebillotte Cuchet  | 18. November 2022                     |
| 60  | Partnervermittlung – Von der Kupplerin zum digitalen Match         | Claire-Lise Gaillard        | 25. November 2022                     |
| 61  | Römer gegen „Barbaren“ – Konstruktion einer Legende                | Giusto Traina               | 2. Dezember 2022                      |
| 62  | Der Zoo – Ein Leben hinter Gittern                                 | Eric Baraty                 | 9. Dezember 2022                      |
| 63  | Von der Pest bis Covid-19 – Die Angst vor der Seuche               | Patrick Boucheron           | 16. Dezember 2022                     |
| 64  | Das Atomzeitalter – Zwischen Hoffnung und Gefahr                   | Karena Kalmbach             | 23. Dezember 2022                     |
| 65  | Der Diwan – Staat und Religion im Islam                            | Julien Loiseau              | 30. Dezember 2022                     |